# European Synchrotron Radiation Facility

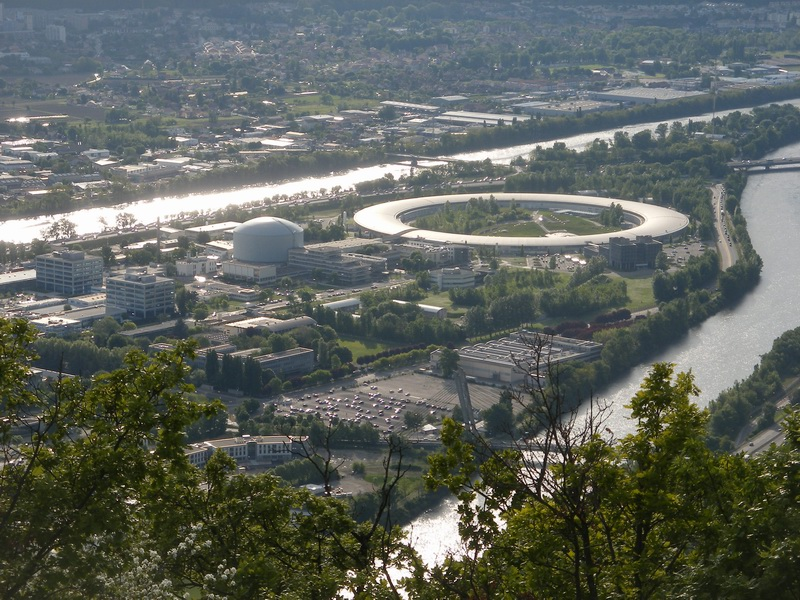
Widok na ośrodek. W pierścieniu znajduje się synchrotron

Europejski Ośrodek Promieniowania Synchrotronowego w Grenoble (z ang. European Synchrotron Radiation Facility) – ośrodek badawczy położony w Grenoble we Francji, wspierany przez 22 kraje, w tym 13 krajów członkowskich: Francja, Niemcy, Włochy, Wielka Brytania, Hiszpania, Szwajcaria, Belgia, Holandia, Dania, Finlandia, Norwegia, Szwecja, Rosja i 9 krajów stowarzyszonych: Austria, Portugalia, Izrael, Polska, Czechy, Węgry, Słowacja, Indie i Republika Południowej Afryki.
Ośrodek jest jednym z największych na świecie ośrodków wykorzystujących do badania promieniowanie synchrotronowe. Około 8000 naukowców każdego roku odwiedza ten akcelerator cząstek, przeprowadzając ponad 2000 eksperymentów i na podstawie których tworzą około 1800 publikacji naukowych.
Synchrotron ESRF wykorzystuje głównie Promieniowanie rentgenowskie.
ESRF ma siedzibę w Grenoble na wspólnym obszarze z Instytutem Laue-Langevin (ILL).

## Synchrotron
Synchrotron jest typu Pierścień akumulacyjny. Głównym jego elementem jest rura próżniowa w kształcie pierścienia o długości 844 metrów, w której elektrony krążą przez wiele godzin z prędkością bliską prędkości światła. Gdy elektrony przemieszczają się wokół w pierścieniu, są poddawane działaniu różnego typu magnesów, które zapewniają utrzymanie wiązki, jej ruch w odpowiednim kierunku oraz wytwarzanie promieniowania rentgenowskiego. Wnęki RF uzupełniają energię elektronów traconą w wyniku emitowania promieniowania oraz oddziaływania z otoczeniem.
Przed wstrzyknięciem do głównego pierścienia, wiązka elektronów jest wytwarzana w wyrzutni elektronowej, podobnej do wyrzutni w lampie kineskopowej, następnie elektrony są formowane w „wiązki” i przyspieszane akceleratorem liniowym do energii 200 milionów elektronowoltów. Energia ta jest wymagana przez synchrotron przyspieszający.
Synchrotron przyspieszający ma jest pierścieniem o długości 300 metrów, w którym elektrony są przyspieszane do energii 6 miliardów elektronowoltów (6 GeV), zanim zostaną wprowadzone do głównego pierścienia magazynującego. Synchrotron wspomagający działa tylko kilka razy dziennie przez kilka minut, gdy pierścień główny jest napełniany. Synchrotron przyspieszający może wysłać do akceleratora jedną wiązkę elektronów co 50 milisekund.
Pierścień głównego synchrotronu zawiera rozmieszczone na przemian 32 proste i 32 zakrzywiające sekcje. W każdej zakrzywiającej sekcji dwa duże magnesy wymuszają zmianę kierunku ruchu elektronów, tak by obiegły pierścień. W każdym odcinku prostym kilka magnesów skupiających zapewnia, że elektrony pozostają w wiązce. Na prostych odcinkach znajdują się również undulatory, w których wytwarzane są intensywne promienie rentgenowskie.

## Emitowane promieniowanie
Undulatory generują bardziej skupioną i jaśniejszą wiązkę promieniowania niż wytwarza pojedynczy magnes. Ponadto emitowane fotony mają energie leżące w wąskich pasmach: podstawowym i harmonicznych. Zmianę energii (częstotliwości) promieniowania dokonuje się przez zmianę między rzędami magnesów .
Zmiana toru ruchu przez magnesy zakrzywiające także powoduje generowanie promieniowania, lecz to światło synchrotronowe ma szerokie ciągłe widmo, od mikrofal do twardych promieni rentgenowskich, jest znacznie mniej skupione i o mniejszej jasności niż wytworzone w undulatorach, ale także jest wykorzystywane do eksperymentów.

## Badania
Emitowane promieniowanie ma intensywność około 100 miliardów większą niż promieniowanie szpitalnego rentgena. Tak duże natężenie wiązki w krótkim impulsie i o wąskim zakresie częstotliwości umożliwia wykorzystanie urządzenia jako supermikroskopu, umożliwia określenie położenia atomów w ciałach i materii żywej w szczególności:
- Krystalografia (makrocząsteczkowa, polimeryczna, powierzchniowa),
- Badania rentgenowskie,
- Analizy białkowe.

Ośrodek umożliwia firmom na zasadzie poufności dostęp do 44 wysoce wyspecjalizowanych stacji eksperymentalnych, zwanych „liniami sygnałowymi”.  W ciągu 5 lat ponad 150 klientów, począwszy od start-upów po duże marki, wykorzystało obiekty ESRF do poufnych badań.